# Ćuadanga
Ćuadanga (beng. চুয়াডাঙা; ang. Chuadanga) – miasto w zachodnim Bangladeszu, w prowincji Khulna. W 2001 roku liczyło 114 tys. mieszkańców. Ośrodek przemysłowy.